# Гартамп (коммуна)
Гарта́мп (фр. Gartempe, окс. Gartempa) — коммуна во Франции, находится в регионе Лимузен. Департамент коммуны — Крёз. Входит в состав кантона Сен-Вори. Округ коммуны — Гере.
Код INSEE коммуны — 23088.

## Население
Население коммуны на 2010 год составляло 125 человек.
| 1962 | 1968 | 1975 | 1982 | 1990 | 1999 | 2010 |
| ---- | ---- | ---- | ---- | ---- | ---- | ---- |
| 228  | 188  | 165  | 157  | 124  | 132  | 125  |

## Экономика
В 2010 году среди 67 человек трудоспособного возраста (15—64 лет) 56 были экономически активными, 11 — неактивными (показатель активности — 83,6 %, в 1999 году было 60,3 %). Из 56 активных жителей работали 51 человек (29 мужчин и 22 женщины), безработных было 5 (2 мужчин и 3 женщины). Среди 11 неактивных 5 человек были учениками или студентами, 5 — пенсионерами, 1 был неактивным по другим причинам.